# Irène Grosjean

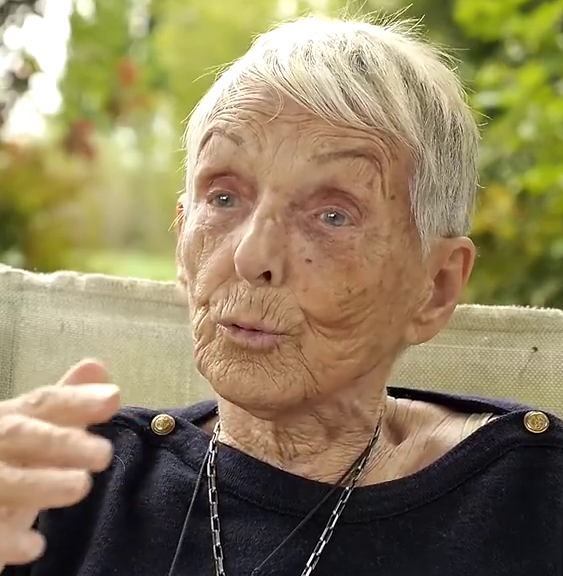
Irène Grosjean, 2017

Irène Grosjean (* 7. August 1930 in den Vogesen; † 30. Juli 2024) war eine französische Naturheilpraktikerin.

## Biografie
Grosjean hatte weder eine Ausbildung noch ein Diplom. Sie setzte sich seit mindestens 1958 für die Naturheilkunde ein und bezeichnete sich als Doktor der Naturheilkunde, obwohl dieser Titel nicht existiert. Sie war der Ansicht, dass menschliche Pathologien hauptsächlich auf die Ernährung zurückzuführen sind. So setzte sie sich für alternative und natürliche Methoden ein. Sie verteidigte eine Ernährung auf Basis von Rohkost.
Grosjean hatte eine Tochter, Nelly Grosjean, ebenfalls Heilpraktikerin.

## Kontroversen
- Zweiter Weltkrieg: Sie erklärte, dass die deutsche Ernährung mit Bier und Wurstwaren für die Gräueltaten während des Zweiten Weltkriegs verantwortlich sei.[3]
- Prostatakrebs: Im Jahr 2019 wurde Irene Grosjean gefilmt, wie sie einer Person mit Prostatakrebs riet, mit der Behandlung aufzuhören,[7] insbesondere nicht mit Blut transfundiert zu werden, und ihr mitteilte, dass es ihr besser gehen werde. Diese Person starb mehrere Wochen später, und die Einstellung der Behandlung wurde von ihrem Sohn angezeigt.[8][2]
- Homosexualität: Ihrer Meinung nach ist Homosexualität eine Pathologie, die mit einem schlechten Lebensstil verbunden ist.[9]
- Behandlungen gegen die Magen-Darm-Entzündung: In einem auf Twitter verfügbaren Video erklärte sie, dass Behandlungen gegen Gastroenteritis ein Risiko für die Entwicklung von Otitis, Atemproblemen oder Autismus bergen.[10]

## Schriften
- La vie en abondance. Biovie, Langlade 2018, ISBN 978-2-9535624-4-6 (zu Dt.: «Das Leben im Überfluss»).